# Janko Tipsarević
Janko Tipsarević (født 22. juni 1984 i Beograd, Jugoslavien) er en serbisk tennisspiller, der blev professionel i 2002. Han har, pr. maj 2009, endnu ikke vundet nogen ATP-turneringer. I både 2007 og 2008 nåede han frem til 4. runde i Wimbledon, hvilket er hans bedste Grand Slam-resultater.